# San Francisco 49ers
Los San Francisco 49ers (en español, Los del 49 de San Francisco o los Cuarenta y nueves de San Francisco) son un equipo profesional de fútbol americano de los Estados Unidos con sede en el área de la Bahía de San Francisco, California. Compiten en la División Oeste de la Conferencia Nacional (NFC) de la National Football League (NFL) y disputan sus encuentros como locales en el Levi's Stadium, ubicado en la ciudad californiana de Santa Clara.
Los 49ers son conocidos por tener una de las mayores dinastías de la NFL, habiendo ganado cinco campeonatos de Super Bowl en tan solo 14 años, entre las temporadas 1981 y 1994, con cuatro de esos campeonatos en la década de 1980. Los equipos que ganaron aquellas Super Bowls estuvieron dirigidos por los miembros del Salón de la Fama del Fútbol Americano Joe Montana, Jerry Rice, Ronnie Lott, Steve Young, y el entrenador Bill Walsh. Con cinco campeonatos de Super Bowl, los 49ers están empatados con los Dallas Cowboys, en el segundo puesto de cantidad de trofeos ganados. Los 49ers ganaron el mayor número de partidos en temporada regular de la NFL durante las décadas de 1980 (104) y 1990 (113).
El nombre "49ers" proviene del nombre dado a los buscadores de oro que llegaron a California del Norte hacia 1849 durante la fiebre del oro de California. El nombre fue sugerido para reflejar a los navegantes que habían acudido a Occidente en busca de oro. Es el único nombre que el equipo ha tenido en toda su historia y siempre ha estado dentro de la Bahía de San Francisco. El equipo está legalmente registrado como los San Francisco Forty Niners, Ltd., y es el equipo más antiguo de los deportes profesionales en California. Los 49ers y Rams fueron rivales estatales hasta 1995, cuando los Rams se trasladaron desde el sur de California a San Luis (Misuri), equipo que volvería a California en 2016 para convertirse en los actuales Los Ángeles Rams.

## Historia

### Primeros años (1946-1978)
Los San Francisco 49ers fueron la primera franquicia deportiva profesional con sede en San Francisco, y uno de los primeros equipos deportivos profesionales con base en la costa oeste de los Estados Unidos. El equipo también se convirtió en los primeros "cuatro grandes" del deporte -(es decir, el béisbol, el fútbol, el baloncesto o el hockey sobre hielo)- en jugar en el oeste de Estados Unidos. Los Cleveland Rams se mudaron a Los Ángeles el mismo año de 1946.

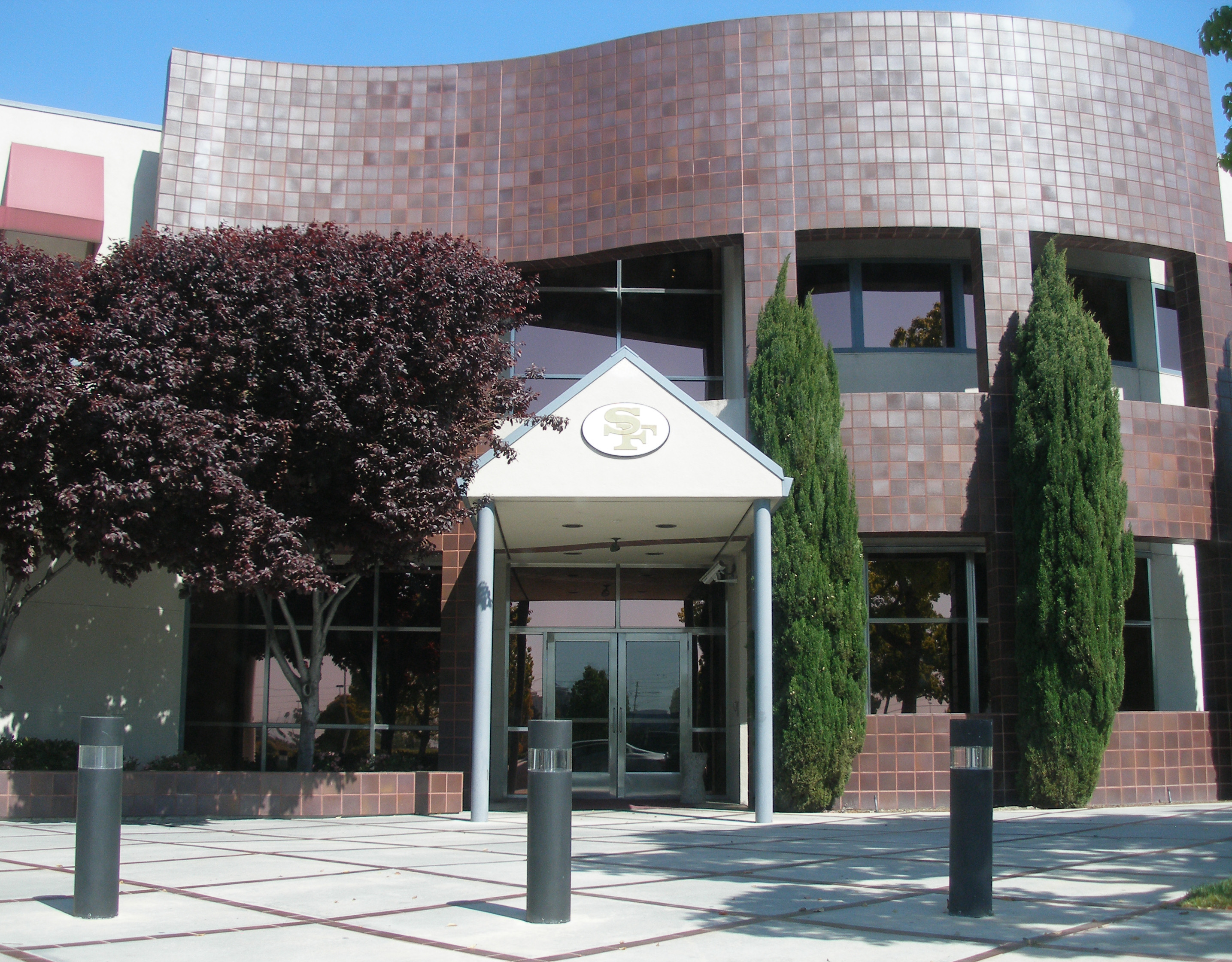
Sede del equipo en Santa Clara, California.

En 1957, los 49ers disfrutaron de su primer éxito como miembros de la NFL. Después de perder el primer partido de la temporada, los 49ers ganaron sus tres siguientes encuentros contra los Rams, Bears y Packers. Los 49ers cayeron derrotados por los Bears 17-7, en el Kezar Stadium. Trágicamente, el dueño de los 49ers, La “Ficha” Salomón (1910-1957) se derrumbó tras sufrir un ataque al corazón y murió durante el partido. Los jugadores de los 49ers se enteraron de su muerte durante el descanso, cuando el entrenador Frankie Albert les entregó una nota con dos palabras: "Tony se ha ido." Con lágrimas en sus rostros y motivados para ganar el partido en su memoria, los 49ers anotaron 14 puntos sin oposición para ganar 21-17. Tras la muerte del propietario de los Niners, Víctor Morabito (1919-1964) y la viuda de Tony, Josefina V. Morabito (1910-1995), tomaron el control del equipo. El asistente especial de los Morabitos, Luis G. Spadia (1921-2013) fue nombrado director general.
Los 49ers comenzaron la temporada de 1970 con un 7-1-1, su única derrota fue de un punto contra Atlanta. Después de las derrotas ante Detroit y Los Ángeles, los 49ers ganaron sus dos próximos partidos antes del final de la temporada, una de ellas ante Oakland Raiders. Al entrar al partido, los Niners tenían una ventaja de medio juego sobre los Rams, y necesitaban una victoria o una derrota de los Giants para ganar su primer título divisional.
Los 49ers ganaron su tercer título consecutivo de la NFC Oeste en 1972 con cinco victorias en sus últimos seis partidos, por lo que la convierte en la única franquicia en ganar sus primeros tres títulos divisionales tras la fusión AFL-NFL de 1970. Sus rivales esta vez en los playoffs divisionales fueron los Dallas Cowboys, en lo que fue el tercer año consecutivo que los dos equipos se enfrentaron en los playoffs. Vic Washington dio la patada inicial con 97 yardas para una anotación, y los 49ers tomaron una ventaja de 21-6 en el segundo cuarto. Sin embargo, Dallas completó la remontada en los últimos dos minutos. Justo después de la pausa de los dos minutos, Staubach con solo cuatro jugadas para conducir 55 yardas en solo 32 segundos, conectó con Billy Parks en un pase de touchdown de 20 yardas para poner el marcador a 28-23. El pateador de los Cowboys Toni Fritsch ejecutó una patada corta que fue recuperada por Mel Renfro, dando a Dallas la pelota en el centro del campo con 1:20 en el reloj. Con los 49ers en las cuerdas, Staubach completó un pase de 19 yardas a Parks, que salió fuera de los límites del campo en la línea de 10 yardas para detener el reloj. Tras completar la remontada con un pase de touchdown de 10 yardas a Ron Sellers con solo 52 segundos por jugarse, los Cowboys consiguieron una dramática victoria por 30-28, y dejaron fuera de los playoffs a los 49ers.

### La llegada de Bill Walsh y Joe Montana (1979-1980)

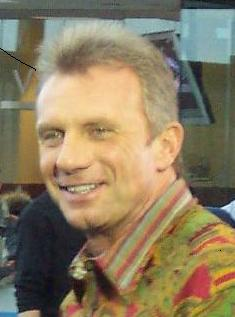
Joe Montana en 2006.

El equipo fue dirigido a partir del final de los 70s por el nuevo propietario Edward J. DeBartolo, Jr. y el entrenador en jefe Bill Walsh. Walsh, exentrenador en jefe de la Universidad de Stanford, era conocido por sus buenas selecciones de draft, sus excelentes proyectos, y su cualidad para adquirir agentes libres clave.
Walsh fue discípulo de Paul Brown, y trabajó como coordinador ofensivo de Brown con los Cincinnati Bengals de 1968 a 1975. Sin embargo, Brown no le designó como su sucesor en su retiro, sino que escogió a otro asistente, el ex centro de los 49ers, Bill "Tiger" Johnson. Ansioso de aprender como entrenador en jefe, Walsh buscó un sitio en la Universidad de Stanford en 1977. Walsh tuvo cierto éxito allí antes de que los 49ers le contrataran para ser su entrenador en jefe en la temporada de 1978.
En el primer lugar del draft de Walsh, los 49ers habían apuntado al quarterback de Notre Dame Joe Montana. Montana había disfrutado de una carrera universitaria legendaria, donde lideró a Notre Dame Fighting Irish por el título nacional de 1977 y una serie de victorias espectacular con remontada. La más impresionante de todas fue en su último partido, en el Cotton Bowl de 1979. El partido, celebrado bajo una tormenta de hielo en la Universidad de Houston, y con Montana enfermo, Notre Dame perdía 34-10 en el tercer cuarto. Sin embargo, Montana hizo un espectacular cuarto que culminó con él lanzando un pase de touchdown en la última jugada del partido para dar a Notre Dame la victoria 35-34.
A pesar de esto, la mayoría de los ojeadores no veían a Montana como un gran prospecto. A pesar de sus 6'2 y 190 a 200 lbs, la fuerza del brazo de Montana fue considerada sospechosa como lo fue la consistencia de su juego. A pesar de que hizo obtener crédito por su arrojo, el mayor deseo de Montana era ser un gran jugador de sistema rodeado de un gran equipo.
En el proyecto de 1979, los Dallas Cowboys se colocaron justo por delante de los 49ers. El proyecto de estrategia de los Cowboys en ese tiempo era escoger al jugador de más alto rango en su junta de reclutamiento en el momento de su selección, independientemente de la posición. A su vez, cuando los Cowboys estaban cerca de la tercera ronda, el jugador de más alto índice de audiencia era Montana. Sin embargo, los Cowboys tenían la sensación de que la posición de quarterback estaba en excelente estado con Roger Staubach y Danny White, y que necesitaban desesperadamente un ala cerrada. Sin embargo, los Cowboys acabaron abandonando su estrategia y ficharon al ala cerrada Doug Cosbie y los 49ers escogieron a Montana.
Un número de jugadores clave surgió para los 49ers en 1980. Entre ellos estaban Dwight Clark, quien lideró a los 49ers con 82 recepciones y un poco menos de 1,000 yardas, y el corredor Earl Cooper, quien corrió más de 700 yardas.

### Las dos primeras Super Bowls (1981-1984)
En la temporada de 1981, Walsh y los 49ers se centraron en revisar y mejorar el apartado defensivo (ya que los Niners poseían un gran juego ofensivo). Walsh tomó la medida inusual de renovar toda su secundaria con novatos y jugadores no probados, entre ellos Ronnie Lott, Eric Wright y Carlton Williamson y dando a Dwight Hicks un papel destacado. Los Niners también contrataron al veterano apoyador Jack Reynolds y al liniero y especialista en la defensa Fred Dean. Estas nuevas adiciones, añadidas a los pilares defensivos existentes como Keena Turner, volvieron a los 49ers un equipo ofensivamente y defensivamente dominante. Tras un comienzo de 1-2, los 49ers ganaron todos menos uno de sus partidos que restaban de temporada, acabando esta misma con un récord de 13-3. Hasta ese momento, los Niners poseían el mejor récord de la temporada regular en toda la historia del equipo. En el Super Bowl XVI frente a los Cincinnati Bengals, los 49ers tuvieron una ventaja de 20-0 antes del descanso, pero eso no fue un impedimento para que los Niners acabaran ganando el partido por 26-21 tras cuatro field goals del pateador Ray Wersching y una defensa clave. A lo largo de la temporada 81', la defensa había sido una razón importante para el éxito del equipo. Montana, como en la mayoría de los partidos, fue elegido como el MVP.
La temporada de 1982 fue un mal año para los 49ers, ya que perdieron los cinco partidos jugados en el Candlestick Park, acumulando un récord de 3-6. Esta fue la última temporada que los 49ers perdieron durante los próximos 17 años. Joe Montana fue el más destacado, acumulando un registro de pases de 2,613 yardas en solo nueve partidos (en cinco de ellos y de forma consecutiva rompió el récord de 300 yardas). En 1983, los 49ers ganaron sus últimos tres partidos de la temporada, terminando con un récord de 10-6 y ganando su segundo título divisional de la NFC Oeste en tres años. Al frente de nuevo se encontraba Joe Montana, que lideró al equipo con otra estelar temporada, registrando 3,910 yardas y 26 pases de touchdowns. En los Playoffs divisionales de la NFC, que acogió el partido entre Niners y Lions, los 49ers empezaron por delante en el marcador (17-9), sin embargo, los Lions se volvieron a meter en el partido, anotando dos touchdowns para tomar una ventaja de 23-17. Sin embargo, Montana remonto el marcador cuando lanzó un pase al receptor abierto Freddie Solomon en un pase de 14 yardas para anotar un touchdown, y así dar la victoria a los 49ers por 24-23. A la semana siguiente, los 49ers remontaron una desventaja de 21-0 para empatar el partido contra los Washington Redskins en el partido de Campeonato de la NFC, sin embargo, Mark Moseley de los Redskins anotó un field goal para ponerse de nuevo por delante 24-21, y así llegar a la Super Bowl XVIII.
En 1984, los Niners poseían una de las mejores temporadas en la historia del equipo al terminar la temporada regular 15-1-0, estableciendo el récord de más victorias de temporada regular que luego fue igualado por los Chicago Bears en 1985, los Minnesota Vikings en 1998, Pittsburgh Steelers en 2004, y finalmente por los New England Patriots en 2007 (con 16 victorias de temporada regular). Sus 18 victorias en general también siguen siendo un récord, igualado solamente por los Bears de 1985 y los Patriots de 2007 (ganaron 18 partidos consecutivos, pero perdieron el Super Bowl XLII ante los New York Giants). La única derrota de los 49ers en la temporada de 1984 fue ante los Steelers por 20-17. En los playoffs, vencieron a los New York Giants 21-10, eliminaron a los Chicago Bears 23-0 en el Campeonato de la NFC, y en el Super Bowl XIX, los 49ers acabarían cerrando un año de récord, cuando derrotaron a los Miami Dolphins del MVP Dan Marino (y sus receptores Mark Clayton y Mark Duper) por 38-16. Toda la backfield defensiva (Ronnie Lott, Eric Wright, Dwight Hicks, y Carlton Williamson) fue elegida el Pro Bowl de la NFL por primera vez.

### Tercer y cuarta Super Bowl (1988-1989)
La rivalidad por la posición de quarterback entre Joe Montana y Steve Young había comenzado después de los malos resultados de Montana en los playoffs del año anterior. Muchos especularon que la temporada de 1988 sería su último año con el equipo, dado que los 49ers estaban 6-5 y el equipo estaba en peligro de perderse los playoffs. Antes de la semana 11, Ronnie Lott llamó a toda la plantilla a una reunión; después de la reunión del equipo los 49ers derrotaron a los campeones que defendían el título de Super Bowl, los Washington Redskins en un partido de Monday Night, donde Montana ya se había recuperado totalmente de su lesión y volvió a tomar el puesto de quarterback titular del equipo. Finalmente, los Niners terminaron la temporada con un 10-6. En los playoffs divisionales, los 49ers ganaron a los Minnesota Vikings 34-9 y derrotaron a los Chicago Bears en el Campeonato de la NFC, donde la temperatura alcanzó los 26 grados bajo cero. Sin embargo, a pesar del tiempo, Joe Montana destrozó a la gran defensa de los Bears al anotar tres touchdowns, dándole a San Francisco una cómoda victoria de 28-3, ganando así el tercer pase del equipo al Super Bowl, donde se enfrentaron a los Cincinnati Bengals. En el Super Bowl XXIII, el partido estaba empatado 3-3 en el descanso. Al poco de comenzar el cuarto cuarto, Montana empató el marcador a 13; sin embargo, Cincinnati recuperó la ventaja con un field goal de Jim Breech para poner por delante a los Bengals 16-13 con poco más de tres minutos en el reloj. El tranquilo comportamiento de Montana aseguró a los 49ers y diseñó lo que algunos consideran la mayor unidad en la historia del Super Bowl, mientras conducía al equipo con un pase de 92 yardas para John Taylor con solo 34 segundos en el reloj que anotó un touchdown que dio la victoria a San Francisco, y así, lograr su tercer título de Super Bowl con una puntuación de 20-16. Jerry Rice fue nombrado MVP del Super Bowl.
Después de ganar el Super Bowl XXIII, Bill Walsh se retiró como entrenador; su coordinador defensivo y sucesor elegido a dedo fue George Seifert. En la temporada de 1989, Joe Montana lanzó para 3,521 yardas y 26 touchdowns, con solo 8 intercepciones, dándole una calificación de quarterback de 112.4, que era por entonces el índice más alto de pasador de una sola temporada en la historia de la NFL, y fue nombrado el jugador más valioso de la NFL. Jerry Rice, en su quinto año en la liga, continuó dominando; lideró la liga con casi 1.490 yardas de recepción y 17 touchdowns. Los 49ers aseguraron su cuarto título de división consecutivo, superando a Los Ángeles Rams 30-27 después de remontar un segundo tiempo espectacular; terminando la temporada 14-2, y ganando la ventaja de local en los playoffs. En los playoffs divisionales, los 49ers derrotaron fácilmente a los Vikings 41-13. En el Campeonato de la NFC, que jugaron contra los Rams por tercera vez; los 49ers ganaron a los Rams 30-3, ganando así su segundo pase consecutivo a la Super Bowl, donde derrotaron a los Denver Broncos con relativa facilidad 55-10 en el Super Bowl XXIV -estableciendo el récord de puntos totales anotados y más amplio margen de victoria en un Super Bowl-. De nuevo Montana fue elegido por tercera vez como el MVP del Super Bowl. Al ganar el Super Bowl, los 49ers se convirtieron en el único equipo en ganar dos Super Bowls seguidas con diferentes entrenadores. El equipo del campeonato de 1989 es a menudo considerado como uno de los equipos más dominantes en la historia de la NFL, ganando tres partidos de playoffs por un total combinado de 100 puntos.

### Quinta Super Bowl (1994-1998)

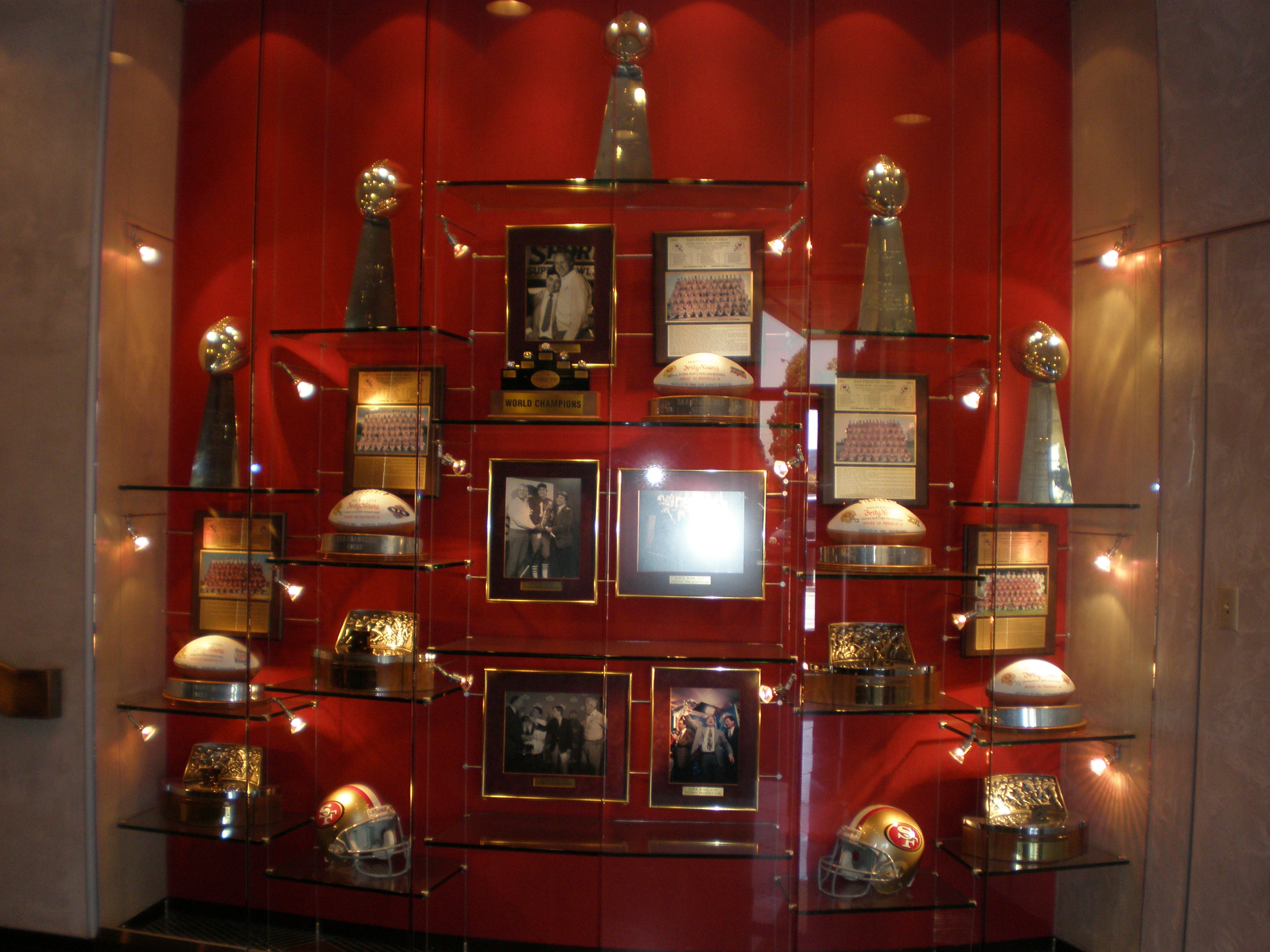
Las 5 Super Bowls cosechadas por los 49ers junto a otros trofeos en el Marie P. DeBartolo Sports Center.

En 1994, el equipo entregó grandes cantidades de dinero con los fichajes de varios agentes libres estrella de otros equipos, entre ellos Ken Norton, Jr., Gary Plummer, Rickey Jackson, Bart Oates, Richard Dent, Charles Mann y Deion Sanders. Además, varios jugadores novatos hicieron grandes contribuciones al equipo. Debido a las lesiones de la línea ofensiva, los 49ers tuvieron algunos momentos difíciles a principios de la temporada, incluyendo una derrota por 40-8 en casa frente a los Philadelphia Eagles, y otra por 24-17 ante los Kansas City Chiefs, dirigidos por el ex quarterback de los 49ers Joe Montana. Tras el partido con los Eagles, una encuesta realizada en la estación de radio de deportes local KNBR, reveló que una abrumadora mayoría de los fanes quería que el entrenador en jefe George Seifert dimitiera. El partido contra los Eagles fue un punto de inflexión para los 49ers a pesar de la desequilibrada puntuación. El equipo se recuperó gracias a Young, ganando 10 partidos consecutivos, e incluyendo una victoria 21-14 sobre la defensa de los actuales campeones del Super Bowl Dallas Cowboys. A pesar de anotar solo 8 y 14 puntos en un partido, los 49ers establecieron un nuevo récord para el total de la temporada regular y postemporada en puntos combinados anotados. Ese récord fue roto más tarde por los New England Patriots en 2007 (los Minnesota Vikings de 1998 anotaron 556 puntos en la temporada regular, pero solo consiguieron 68 puntos en la postemporada, que hacen un total de 624 puntos, mientras que los 49ers de 1994 anotaron 495 puntos en la temporada regular y 131 puntos en la postemporada para un total de 626, la segunda marca más alta en la historia de la NFL). Pese al mal arranque de la temporada, los 49ers terminaron la temporada 13-3 y con ventaja de localía en los playoffs. En su primer partido, los 49ers derrotaron fácilmente a los Chicago Bears 44-15, que daba paso a un tercer encuentro de playoffs entre 49ers y Cowboys en el partido de Campeonato de la NFC. Los 49ers aprovecharon tres pérdidas de balón de Dallas, tomando una ventaja de 21-0 en el primer cuarto. En el descanso del partido, los Niners seguían teniendo ventaja en el marcador (31-14). Un fumble de los 49ers en la patada de apertura del tercer cuatro dio paso a una puntuación de los Cowboys, que recortaban la ventaja a 31-21. Más tarde, los 49ers respondieron con una carrera de touchdown de Steve Young, por lo que hacía el 38-21, antes de que los Cowboys anotaran otro touchdown en los últimos minutos para dejar el marcador final en 38-28. La convincente victoria clasificó a los 49ers para su quinta aparición en el Super Bowl, y ser la primera en la historia en la que dos equipos de California se enfrentan en la final. En el partido, los 49ers arrollaron a los San Diego Chargers 49-26, y lograr así ser el primer equipo en ganar cinco Super Bowls. Con un récord de 6 pases de touchdown, Steve Young fue nombrado MVP del partido. Su racha de cinco triunfos de Super Bowl en 14 temporadas (1981-1994) les solidificó como uno de los equipos más grandes de todos los tiempos de la NFL.

### Era Jim Harbaugh
El 4 de enero de 2011, Jed York promovió al mánager general interino Trent Baalke como nuevo MG permanente. Baalke había asumido el papel después de que el exmánager general Scot McCloughan fuera relevado de sus funciones el año anterior. Dos días más tarde, el 6 de enero, el exentrenador en jefe de la Universidad de Stanford Jim Harbaugh fue nombrado el nuevo entrenador en jefe de los 49ers. En el proyecto de 2011, los 49ers seleccionaron al ala defensiva/apoyador Aldon Smith de la Universidad de Misuri como la séptima selección de la primera ronda. Los Niners también seleccionaron al quarterback Colin Kaepernick de la Universidad de Nevada como la selección global número 36 en la segunda ronda.

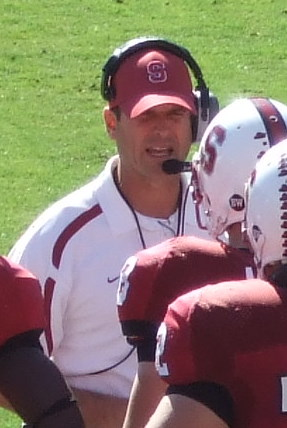
En 2011, Jim Harbaugh fue nombrado nuevo entrenador en jefe de los 49ers.

Tras el final de un conflicto laboral que casi amenazó con posponer o cancelar la temporada de 2011, los 49ers tomaron una polémica decisión y decidieron renovar a Alex Smith por un año con un contrato de $4.800.000. Debido a la decisión de retener a Smith, y un receso de temporada con un nuevo cuerpo técnico, se esperaba que el equipo estuviera entre los peores de la liga. A pesar de esto, la primera temporada de Harbaugh fue un gran éxito. Tras 10 semanas, los 49ers poseían un récord de 9-1, resaltando las victorias como visitantes contra los Philadelphia Eagles y los previamente invictos Detroit Lions. La defensiva de los 49ers se convirtió en una de las más intimidantes de la liga. En la semana 13, los 49ers ganaron la NFC Oeste con una victoria contra los St. Louis Rams, poniendo fin a sus nueve años de sequía de playoffs. Los 49ers terminaron la temporada con un récord de 13-3. En los Playoffs Divisionales derrotaron a los New Orleans Saints 36-32 con un pase de touchdown de Alex Smith a Vernon Davis en los últimos segundos del partido. El equipo alcanzó el campeonato de la NFC por primera vez desde 1997 donde se enfrentó a los New York Giants, perdiendo ante los eventuales campeones del Super Bowl por 20-17 y poniendo fin a su temporada 2011-2012 con decepción, pero con gran promesa.
En 2012, se predijo que los 49ers serían los campeones de la NFC Oeste y, posiblemente, un principal equipo para ganar la Super Bowl. Con un inicio de temporada de 6-2, los Niners se enfrentaron a sus rivales, los St. Louis Rams, en la semana 10. El quarterback Alex Smith sufrió una conmoción cerebral en el segundo trimestre y fue baja un par de semanas. Fue reemplazado por Colin Kaepernick, quien lideró de nuevo a los 49ers para empatar el partido. En la siguiente semana, Kaepernick y los 49ers vencieron a los Chicago Bears 32-7, y Harbaugh decidió darle a Kaepernick la titularidad en la próxima semana contra los New Orleans Saints, a pesar de que Smith ya estaba lista para jugar. A pesar de que Smith era el líder de la NFL en porcentaje de pases completos (70%) y índice de audiencia (104.1), Kaepernick se consideró más dinámico con su habilidad y fuerza en los brazos. Kaepernick finalmente comenzó el resto de la temporada, donde los Niners acumularon un récord de 5-2. Kaepernick estableció el récord de yardas por tierra para un quarterback en los playoffs con 181 yardas contra los Green Bay Packers. Tras derrotar a los Packers y a los Atlanta Falcons en los playoffs, los 49ers llegaron a la Super Bowl XLVII, pero fueron derrotados por los Baltimore Ravens 34-31, siendo esta la primera derrota de los 49ers en un partido de Super Bowl en toda su historia.
Los 49ers terminaron 12-4 en la temporada regular de 2013 y entraron en los playoffs como comodín, siendo su primer partido en el Lambeau Field contra los Green Bay Packers. El 5 de enero de 2014, los Niners derrotaron a los Packers 23-20. El 12 de enero, los 49ers siguieron su racha y derrotaron a los Carolina Panthers 23-10, avanzando así a la final del Campeonato de la NFC. Sin embargo, la temporada de los 49ers terminaría en el CenturyLink Field de Seattle, cuando un pase dirigido a Michael Crabtree fue desviado por el back defensivo Richard Sherman e interceptado por el apoyador Malcolm Smith, perdiendo así su pase para llegar a la final de la NFL por 23-17.

### Era Jim Tomsula
Jim Tomsula (14 de abril de 1968 Homestead, Pensilvania, Estados Unidos) fue nombrado el entrenador en jefe número 19 de los 49ers de San Francisco el 14 de enero de 2015, después de pasar las últimas ocho temporadas como entrenador de la línea defensiva del equipo. Tomsula también se desempeñó como entrenador en jefe interino de San Francisco para el juego final de la temporada 2010, una victoria de 38-7 sobre los Cardenales de Arizona.
Durante su mandato en los 49ers, Tomsula fue fundamental para el desarrollo de una
de las defensas más dominantes en la NFL. Desde 2007, los 49ers ocupan el
cuarto lugar en la liga en yardas terrestres permitidas por partido (98.4) y el
segundo en yardas por tierra media (3,72). La defensa de San Francisco también
ocupa el tercer lugar en la NFL en puntos permitidos por partido (19.4) y el
cuarto lugar en yardas por juego (320.9) permitidos. En 2011, San Francisco
estableció el récord de la NFL al no permitir un touchdown por tierra en sus
primeros 14 partidos de la temporada. El equipo se entregó solo tres touchdowns
por tierra todos los años, el menor número permitido en la NFL desde que la
liga se fue a un calendario de 16 juegos en 1978.
Tomsula fue despedido solo algunas horas después del partido final de temporada, se retiró con un récord de 6-11. 
Después de una serie de derrotas y de mostrar poco liderazgo en el equipo, además
de una Lesión en el hombro Izquierdo en la semana 9 le quitó la titularidad de
quarterback a Collin Kaepernik y lo sustituyó por Blane Gabert, quien fuera primera selección
de los Jaguares de Jacksonville en el 2011, con una no muy destacada trayectoria profesional pero hay posibilidades en este traspaso. Además de la Partida a Denver del
Ala Cerrada Vernon Davis a Denver por varias selecciones en el draft del 2016, el
equipo luce a pesar de una victoria en tiempo extra dramática contra Chicago
que finalice la temporada para comenzar la reconstrucción.

### Actualidad, las eras de Chip Kelly y de Kyle Shanahan como entrenador jefe
El nuevo entrenador jefe para la temporada 2016-2017, con un récord personal en la NFL de 26-22 y en la NCAA de 46-7. En la pretemporada con los niners tuvo un récord de 2-2. La era con Chip Kelly fue desastrosa, con los 49'ers con una campaña de solo 2 partidos ganados y 14 perdidos lo que motivó a hacer una limpia en todo el equipo, desde el GM Trent Balkee hasta el mismo Kelly y un gran grupo de jugadores.
Actualmente el equipo se encuentra bajo las órdenes del entrenador Kyle Shanahan quien tuvo una larga trayectoria como OC al igual que Bill Walsh, Kyle Shanahan es hijo de Mike Shanahan quien fue coordinador ofensivo de los 49'ers en el más reciente Súper Bowl conseguido.
Además de un nuevo HC los 49'ers también contrataron a John Lynch como nuevo General Managaer, quien a su vez fue un gran safety con los Tamba Bay Buccaneers y miembro del salón de la fama.
Ambos, tanto Lynch como Shanahan iniciaron la campaña como novatos en sus respectivas funciones pero el comienzo ha sido genial con un gran draft en el que en la primera ronda consiguieron firmar a Solomon Thomas y Reuben Foster para reforzar la defensa, que el año anterior fue una de las peores en la historia de los 49'ers.

## Rivalidades

### NFC Oeste

#### Seattle Seahawks
Los Seattle Seahawks se convirtieron en el nuevo rival de los 49ers (a raíz de la realineación de la NFL en 2002),  que puso a los dos equipos en la misma división (en su temporada inaugural de 1976, Seattle ya había sido un breve rival). Antes de 2002, los equipos jugaron entre sí casi cada temporada durante la pretemporada, pero solo cada tres años durante la temporada regular, cuando los equipos de la AFC Oeste y la NFC Oeste se enfrentaron entre sí. Hasta el momento, su rivalidad no ha sido tan intensa como con otros equipos de su misma división. Seattle lidera el récord de todos los tiempos 30-18. 
- Primer encuentro (26 de septiembre de 1976): 49ers 37, Seahawks 21
- Encuentro más reciente (14 de enero de 2023): 49ers 41, Seahawks 23.

#### Los Ángeles Rams
La rivalidad entre Los Ángeles Rams y los 49ers es considerada por muchos como una de las más grandes rivalidades de la historia de la NFL, situándola en el N.º 8 de la Sports Illustrated "Top 10 NFL Rivalries of All Time", redactada en 2008. Se han enfrentado un total de 148 ocasiones. En el récord histórico en el enfrentamiento de ambos equipos los 49ers vencen con un 77-68-3.
- Primer encuentro (1 de octubre de 1950): Rams 35, 49ers 14
- Encuentro más reciente (30 de octubre de 2022): 49ers 31, Rams 14

Los equipos se han enfrentado 2 veces en los playoffs de la NFL , en el juego de campeonato de la NFC en 1989 la victoria fue para 49ers, 30-3 y de nuevo en el juego de campeonato de la NFC en 2021 con la victoria a favor de los Rams 20-17.

#### Arizona Cardinals
La rivalidad con Arizona Cardinals es la más reciente (debido a que los Cardinals fueron trasladados en 2002 a la misma división que los 49ers desde la NFC Este). Recientemente, hubo una discusión en Twitter entre los jugadores de ambos equipos; Darnell Dockett de los Cardinals y Vernon Davis de los 49ers.
- Primer encuentro (domingo, 18	de noviembre 1951): Chicago Cardinals 27-21 San Francisco 49ers.
- Juego más reciente (8 de enero de 2023): 49ers 38 Cardinals 13.

Los 49ers actualmente poseen la ventaja sobre los Cardinals en su historial de enfrentamientos(62), donde los Niners ganan con un récord de 33-29.

### Batalla de la bahía

#### Oakland Raiders
Los Oakland Raiders fueron los rivales geográficos de los 49ers, hasta 2020, año en que se mudaron a Las Vegas, Nevada. El primer partido de exhibición jugado en 1967, terminó con los 49ers de la NFL derrotando a los Raiders de la AFL por 13-10. Tras la fusión de 1970, los 49ers ganaron en Oakland 38-7. Como resultado, los partidos entre los dos equipos se les conoce como la "Batalla de la Bahía". Puesto que los dos equipos juegan en diferentes conferencias, los duelos de la temporada regular son por lo menos cada cuatro años. La serie de la temporada regular en toda la historia está actualmente empatada con 6 victorias para ambos equipos. San Francisco ganó el último duelo 17-9 el 17 de octubre en la Semana 6 de la temporada regular de 2010. 
El 20 de agosto de 2011, en la tercera semana de la pretemporada, el partido entre ambos equipos estuvo marcado por las peleas en los baños del Candlestick Park, incluyendo un tiroteo fuera del estadio en el que varias personas resultaron heridas. Debido a los hechos, la NFL decidió cancelar todos los futuros partidos de pretemporada entre los Raiders y 49ers.

### Históricas

#### Dallas Cowboys
La rivalidad entre los Dallas Cowboys y los 49ers se remonta a la década de 1970. Se han enfrentado 40 ocasiones, 19 victorias para Cowboys, 20 para 49ers y un empate. 
- Primer encuentro (20 de noviembre de 1960): 49ers 26, Cowboys 14
- Encuentro más reciente (8 de octubre de 2023): 49ers 42, Cowboys 10

El Top 10 de la NFL clasificó esta rivalidad para ser la décimo mejor en la historia de la NFL. San Francisco ha jugado contra Dallas en siete partidos de postemporada. Los Cowboys derrotaron a los 49ers en los juegos de Campeonato de la NFC de 1970 y 1971, y nuevamente en el playoff de 1972. El campeonato de la NFC de 1981 en San Francisco, que vio como los 49ers de Joe Montana completaban un pase de victoria a Dwight Clark en el último minuto (ahora conocido como "The Catch"), es uno de los partidos más famosos de la historia de la NFL. La rivalidad se hizo aún más intensa durante las temporadas 1992-1994. San Francisco y Dallas se enfrentaron en los campeonato de la NFC en tres ocasiones de diferentes temporadas. Dallas ganó los primeros dos duelos, y San Francisco ganó el tercero. En cada uno de estos cruciales duelos, el vencedor del partido ganó la Super Bowl. Tanto los Cowboys como los 49ers, son el segundo equipo en la historia que más Super Bowl poseen con cinco cada uno.

#### New York Giants
Los New York Giants tienen la mayor cantidad de encuentros de playoffs frente a los 49ers (ocho). Esta rivalidad proviene la década de 1980, donde ambos equipos fueron en aumento. En los dos primeros encuentros de playoffs entre ambos, los 49ers liderados por Joe Montana ganaron ambos encuentros, 38-24 en 1981 y 24-10 en 1984. Los 49ers ganaron sus dos primeras Super Bowl en ambas temporadas. Los Giants ganaron los próximos tres encuentros de postemporada, que incluyeron una derrota 49-3 en el Giants Stadium en 1986, el Campeonato de la NFC de 1990, donde los 49ers perdieron por 15-13, arruinando las esperanzas de un tercer Super Bowl consecutiva. Los equipos se enfrentaron de nuevo en el Campeonato de la NFC de 2011 en el Candlestick Park, y al igual que el Campeonato de la NFC de 1990, fue un partido de pocos puntos, donde los Giants ganaron en el tiempo extra por 20-17. En el registro de ambos equipos, los Giants ganan con un récord de 15-14, e incluye un récord de postemporada de 4-4.

#### Green Bay Packers
La rivalidad con los Green Bay Packers surgió a mediados de la década de 1990 cuando los Packers sorprendieron a los 49ers en el partido de NFC de 1995 jugado en el Candlestick Park. A partir de ese punto, los Packers vencieron a los 49ers cuatro veces más, incluyendo dos partidos de postemporada. San Francisco fue finalmente capaz de vengarse en la NFC Wild Card de 1998, en un partido que se le recuerda por una recepción de 25 yardas de Terrell Owens a pase de Steve Young (denominado por algunos como "The Catch II") para ganar el partido 30-27. Desde ese enfrentamiento, los Packers habían vencido a los 49ers en ocho ocasiones consecutivas, incluyendo una vez en la postemporada de 2001. Una racha que llegó a su fin en la temporada de 2012, cuando los 49ers vencieron a los Packers en el Lambeau Field de la Semana 1 por primera vez desde 1990, y de nuevo en el partido Divisional de la NFC esa misma temporada. Los 49ers poseen contra los Packers un registro de 30-34-1, que incluye un récord de postemporada de 3-4.

#### New Orleans Saints
Los New Orleans Saints fueron rivales de división con los 49ers hasta la realineación en 2002, donde los Saints se colocaron en la reciente NFC Sur. Los 49ers dominaron la rivalidad cuando los Saints jugaban en la NFC Oeste. En el registro del enfrentamiento de ambos equipos los 49ers ganan con un récord de 47-24-2, que incluye un registro de 1-0 en la postemporada.

#### Atlanta Falcons
Los Atlanta Falcons también fueron rivales de división de los 49ers hasta que los Falcons se trasladaron a la NFC Sur en el año 2002 después de la realineación. Al igual que los Saints, los 49ers habían dominado a los Falcons cuando jugaban en la NFC Oeste, pero los Falcons han ganado cuatro partidos consecutivos ante los 49ers desde que se mudó a la NFC Sur. Ambos equipos se enfrentaron en la ronda divisional de los playoffs de 1998, donde Garrison Hearst sufrió una rotura de tobillo cuando su pie quedó atrapado en el césped del Georgia Dome y se lo torció severamente; los 49ers perdieron el encuentro por 20-18. En el Campeonato de la NFC de 2012, en el que los 49ers, dirigidos por el quarterback Colin Kaepernick, derrotaron a los Falcons en Atlanta por un marcador de 28-24. En el registro del enfrentamiento de ambos equipos los 49ers ganan con un récord de 46-30-1, e incluye un récord de postemporada de 1-1.

## Estadio

### Levi's Stadium
El 8 de mayo de 2013, los 49ers anunciaron que Levi Strauss & Co. habían comprado los derechos del nombre a su nuevo estadio en Santa Clara, California. El acuerdo exigía que el estadio se llamará Levi para pagar $220.3 millones a la ciudad de Santa Clara y a los 49ers por más de 20 años, con una opción para extender el acuerdo por otros cinco años por alrededor de $75.000.000.

## Jugadores

### Números retirados
| Números retirados de San Francisco 49ers |                          |             |                                                    |
| Núm.                                     | Jugador                  | Posic.      | Temp.                                              |
| 8                                        | Steve Young              | QB          | 1987–99                                            |
| 12                                       | John Brodie1             | QB          | 1957–73                                            |
| 16                                       | Joe Montana              | QB          | 1979–92                                            |
| 34                                       | Joe Perry                | FB          | 1948–60, 1963                                      |
| 37                                       | Jimmy Johnson            | CB          | 1961–76                                            |
| 39                                       | Hugh McElhenny           | RB          | 1952–60                                            |
| 42                                       | Ronnie Lott              | S, CB       | 1981–90                                            |
| 70                                       | Charlie Krueger          | DL          | 1959–73                                            |
| 73                                       | Leo Nomellini            | DT          | 1949–63                                            |
| 79                                       | Bob St. Clair            | OT          | 1953–63                                            |
| 80                                       | Jerry Rice               | WR          | 1985–00                                            |
| 87                                       | Dwight Clark             | WR          | 1979–87                                            |
| –                                        | Edward J. DeBartolo, Jr. | Propietario | 1978–00                                            |
| –                                        | Bill Walsh               | EJ          | 1979–88 (EJ) 1999–01 (VP y MG) 2002–04 (Asistente) |

Notas

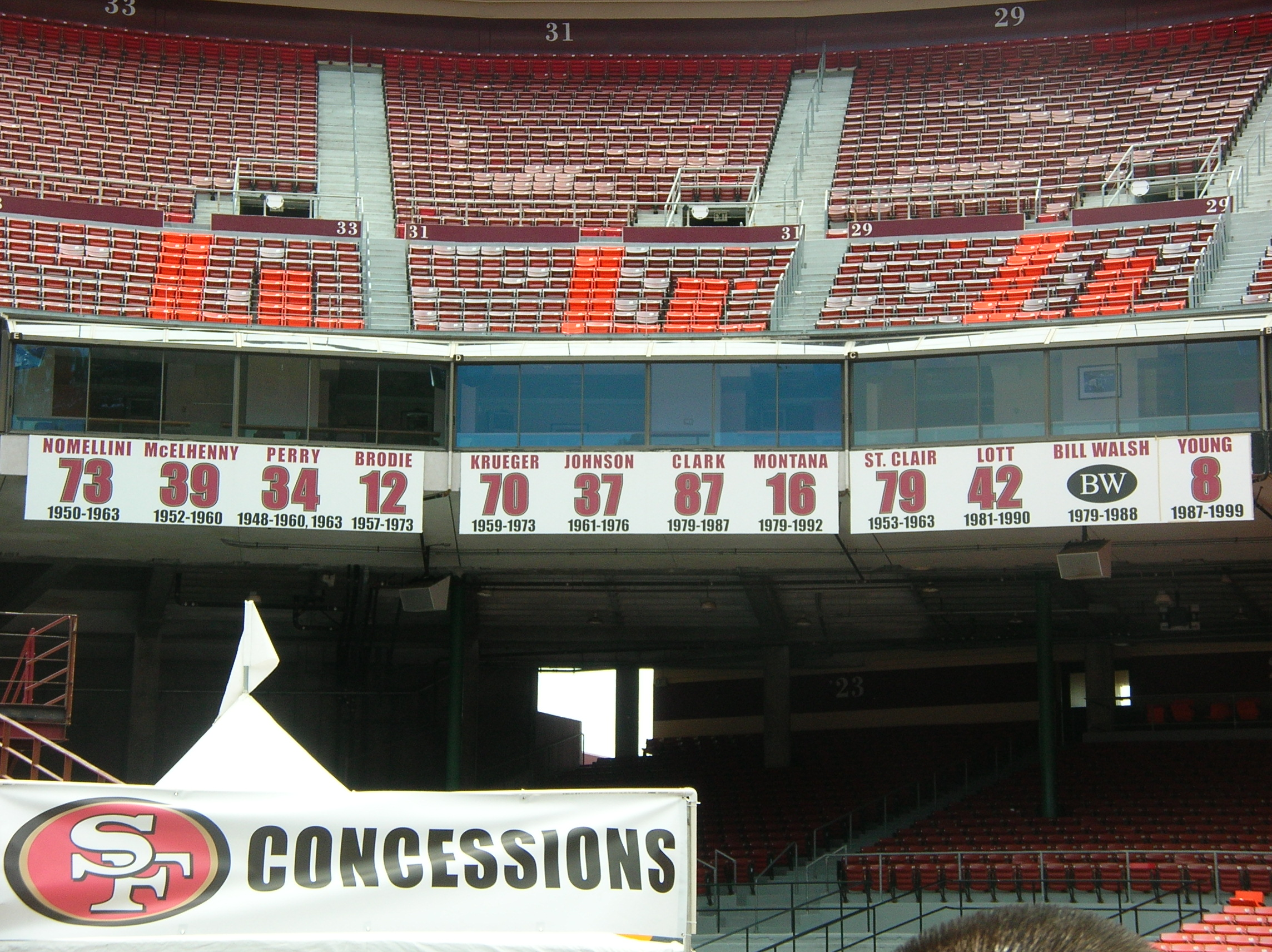
Números retirados de los 49ers en el lado sureste del Candlestick Park en junio de 2009.

- 1 Durante su paso por los 49ers (entre 2006-07), el quarterback Trent Dilfer usó el número 12 de su amigo Brodie, quien autorizó el retiro provisorio de dicho número.[35]

### Salón de la Fama
| Salón de la Fama de San Francisco 49ers |                       |                   |                  |           |
| Núm.                                    | Nombre                | Posición          | Temporada(s)     | Inducción |
| 12                                      | John Brodie           | Quarterback       | 1957–73          | 2009      |
| 87                                      | Dwight Clark          | Receptor          | 1979–87          | 2009      |
| 33                                      | Roger Craig           | Corredor          | 1983–90          | 2011      |
| 74                                      | Fred Dean             | Ala defensivo     | 1981–85          | 2009      |
| –                                       | Edward DeBartolo, Jr. | Propietario       | 1978–00          | 2009      |
| 37                                      | Jimmy Johnson         | Esquinero         | 1961–76          | 2009      |
| 35                                      | John Henry Johnson    | Fullback          | 1954–56          |           |
| 70                                      | Charlie Krueger       | Liniero           | 1959–73          | 2009      |
| 42                                      | Ronnie Lott           | Esquinero/Safety  | 1981–90          | 2009      |
| 39                                      | Hugh McElhenny        | Corredor          | 1952–60          | 2009      |
| 16                                      | Joe Montana           | Quarterback       | 1979–92          | 2009      |
| –                                       | Tony Morabito         | Fundador          |                  | 2010      |
| –                                       | Vic Morabito          | Propietario       |                  | 2010      |
| 73                                      | Leo Nomellini         | Tackle defensivo  | 1950–63          | 2009      |
| 27                                      | R.C. Owens            | Receptor          | 1957–61          | 2011      |
| 34                                      | Joe Perry             | Fullback          | 1948–60, 1963    | 2009      |
| 80                                      | Jerry Rice            | Receptor          | 1985–00          | 2010      |
| 79                                      | Bob St. Clair         | Tackle ofensivo   | 1953–63          | 2009      |
| 14                                      | Y.A. Tittle           | Quarterback       | 1951–60          | 2009      |
| –                                       | Bill Walsh            | Entrenador        | 1979–88, 1999–04 | 2009      |
| 64                                      | Dave Wilcox           | Apoyador          | 1964–74          | 2009      |
| 8                                       | Steve Young           | Quarterback       | 1987–99          | 2009      |
| 82                                      | Gordon Soltau         | Receptor/Pateador | 1950–58          | 2012      |
| –                                       | John McVay            | Entrenador        | 1998–99          | 2013      |
| 81                                      | Terrel Owens          | Receptor          | 1996–2003        | 2019      |